# ホルヘ・ヌニェス
ホルヘ・ヌニェス (Jorge Núñez) こと、ホルヘ・マルティン・ヌニェス・メンドーサ（Jorge Martín Núñez Mendoza, 1978年1月22日 - ）は、パラグアイ・アスンシオン出身のサッカー選手。元パラグアイ代表である。ポジションはディフェンダー（左サイドバック）。

## 経歴
初の海外移籍は2003年で、アルゼンチンのCAバンフィエルドに移籍すると、34試合に出場した。アルセナルFCでも主力として活躍したが、2005年に在籍したラシン・クルブでは8試合の出場にとどまった。2006-07シーズン開幕前にはイングランドのシェフィールド・ユナイテッドFCのトライアルを受けることが出来る機会があったが、パラグアイ代表の試合を優先した。

## 代表歴

### 出場大会
- パラグアイ代表
  - 2006 FIFAワールドカップ

### 試合数
- 国際Aマッチ 22試合 1得点（2003年-2008年）[1]

| パラグアイ代表 | 国際Aマッチ | 国際Aマッチ |
| 年             | 出場        | 得点        |
| -------------- | ----------- | ----------- |
| 2003           | 4           | 0           |
| 2004           | 0           | 0           |
| 2005           | 9           | 1           |
| 2006           | 5           | 0           |
| 2007           | 2           | 0           |
| 2008           | 2           | 0           |
| 通算           | 22          | 1           |